# حاسوب Jaguar - Cray XT5
الحاسوب العملاق Jaguar - Cray XT5-HE
نظام Jaguar للحوسبة المتفرعة المبني على الحاسوب العملاق Cray-XT5 الموجود في مركز Oak Ridge Leadership Computing Facility)OLCF) للحوسبة المتقدمة والذي تصل سرعته العظمى إلى 2.33 petaflops (أكثر من 2000 تريليون عملية حسابية في الثانية). هذا الحاسوب حصل على المركز الأول كأسرع وأقوى حاسوب عملاق في العالم بحسب تصنيفات Top500 للحواسب العملاقة في اخر التصنيفات (شهر نوفمبر 2009). ساعد هذا الحاسوب فرق الأبحاث في احداث اكتشافات عظيمة في علوم الطقس والكيمياء وعلوم المواد والطاقة النووية والفيزياء والطاقة والكثير من المجالات.

## حقائق عن Jaguar
يجمع نظام Jaguar بين نوعين من حواسيب Cray العملاقة من طائفة XT4 وكذلك XT5 المطورة.
نظام Jaguar يتألف من 84 خزانة من معالجات Cray-XT4 الرباعية النوى، وكذلك على 200 خزانة من معالجات Cray-XT5 السداسية النوى. كل عقدة (نعني بالعقدة معالج مع وحدة ذاكرة) من XT4 تحتوي على 8 غيغابايت من الذاكرة، بينما كل عقدة من XT5 تحتوي على 16 غيغابايت من الذاكرة، بالتالي يصبح حجم نظام الذاكرة في Jaguar 362 تيرابايت.
النظامين (XT4 and XT5) مرتبطان مع شبكة دخل/خرج موسعة (Scalable I/O Network) اختصارا (SION). نظام XT5 يحتوي على 257 عقدة دخل/خرج ويحتوي على عرض حزمة لل SION تصل إلى 240 Gpbs وعرض حزمة خارجية 200 Gbps. نظام XT4 يحتوي على 116 عقدة دخل/خرج ويحتوي على عرض حزمة لل SION تصل إلى 44 Gpbs وعرض حزمة خارجية 100 Gbps.

## نظام XT4
معالجات هذا النظام هي AMD quad-core Opteron 1354 "Budapest" الرباعية النوى. كل عقدة تحتوي على معالج واحد مع وحدة ذاكرة 8GB من نوع DDR2-800, اللوحة board (اللوحة تحتوي مجموعة من العقد) تحتوي على 4 عقد وبالتالي كل لوحة تحتوي على 4 معالجات ويكون عدد اللوحات ({\displaystyle 1832/4=1958board}) وتكون الخزانة الواحدة تحتوي على ({\displaystyle 1958/84=23board}).

## نظام XT5
معالجات هذا النظام هي AMD six-core Opteron 2435 "Istanbul" السداسية النوى. كل عقدة تحتوي على معالجين مع وحدتي ذاكرة 8GB من نوع DDR2-800 (كل معالج متصل مع وحدة ذاكرة), اللوحة board تحتوي على 4 عقد وبالتالي كل لوحة تحتوي على 8 معالجات ويكون عدد اللوحات ({\displaystyle 37376/8=4672board}) وتكون الخزانة الواحدة تحتوي على ({\displaystyle 4672/200=23board}).

## نمط التوازي
نمط التوازي في النظام Jaguar هو MIMD-Distributed Memory

## نظام التشغيل
يحتوي Jaguar على نظام تشغيل Suse Linux

## استهلاك الطاقة
الاستهلاك الأعمي للطاقة هو 1750 واط لكل قدم مربع من المساحة التي يشغلها، أي لشتغيل القسم XT5 فقط، يلزم ({\displaystyle 4352*1750=7.6MW}) بحيث أن حجم هذا القسم وحده أكبر من ملعب كرة سلة!

## نظام التبريد
يستخدم نظام تبريد حديث يسمى ECOphlex™. هذا النظام يستخدم مبردات تشبه المبردات الموجودة أحيانا في البرادات المنزلية. هذا النظام الحديث، الذي جاء بديلا عن النظام القديم المتعمد على الانابيب الهوائية الدافعة للهواء الموجودة تحت الأرض، يوفر سنويا ما يقارب 2.5 MW سنويا!!